# Prima ballerina

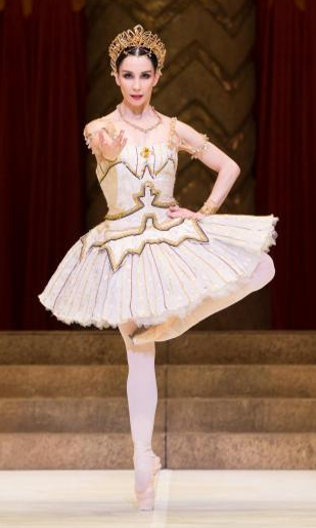
Tamara Rojo, prima ballerina española en el English National Ballet

Prima ballerina (italiano “primera bailarina”) o Étoile (francés “estrella”) es el título con el que se denomina en la danza —principalmente en el ballet clásico— a una bailarina que por su  particular excelencia, talento, disciplina y pasión desempeña los principales roles dentro de una compañía de ballet.
En las compañías de danza es una práctica tradicional emular la estructura jerárquica que proviene de la corte del Renacimiento italiano donde se originó el ballet clásico.
Existen compañías en las que la definición de estos niveles jerárquicos es muy precisa y diferenciada. Tal es el caso del Ballet de la Ópera de París, por ejemplo, donde existen cuatro niveles de bailarines principales o solistas: etoile, premier danseur o premier danseuse, sujet soloist y corypheés (los últimos no son solistas, pero desempeñan roles dirigentes en el grupo de bailarines); solo después de estos cuatro escalafones se ordena el resto de los bailarines, también divididos en niveles de acuerdo a su experiencia y rendimiento, hasta llegar al rango inferior (stagiare) en el que se ubican los bailarines novatos o con entrenamientos aún inconclusos. En este caso, solo la danseuse etoile se denomina también prima ballerina.
Hay otras compañías que tienen una jerarquía más plana, con menos niveles, pero en todas existe. Sin embargo, muy rara vez el concepto de prima ballerina (que no tiene un equivalente exacto para los varones, aunque a veces se utiliza primo) se incorpora a estas jerarquías como un título oficial. Más bien constituye una denominación internacionalmente usada, en especial por la crítica y la prensa.
En el ámbito anglosajón (por ejemplo en el Royal Ballet, en el American Ballet Theatre y en el New York City Ballet) el título oficial equivalente a la prima ballerina es principal dancer (bailarín o bailarina principal).

## Prima ballerina assoluta

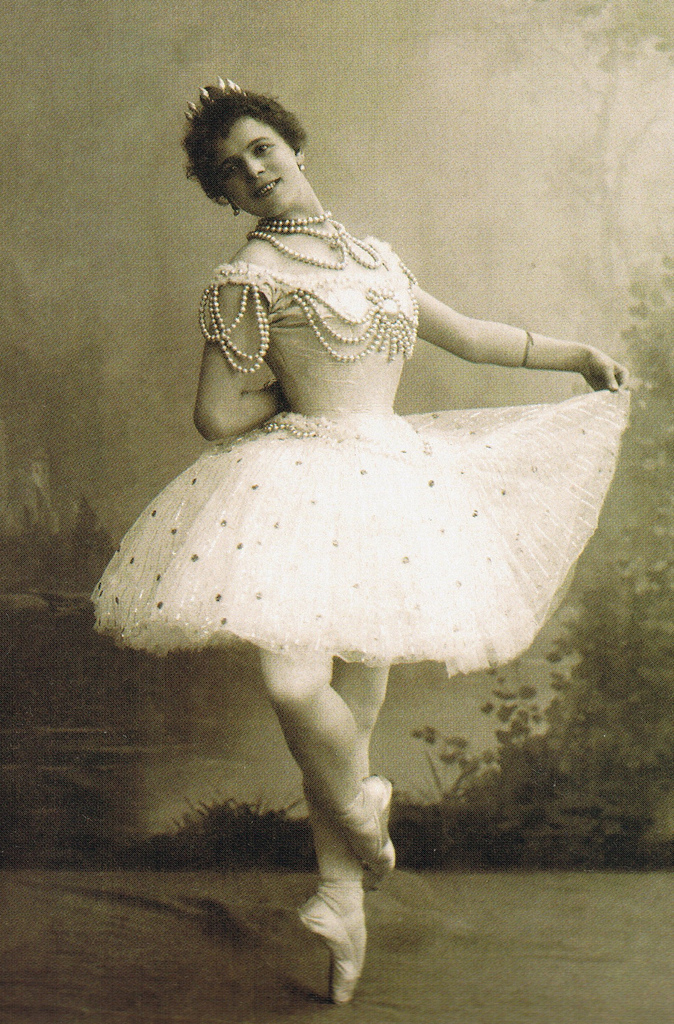
Pierina Legnani, la primera assoluta

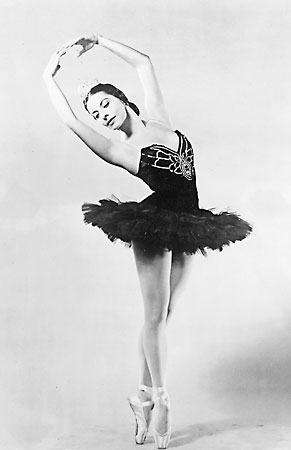
Alicia Alonso en 1955, prima ballerina assoluta fundadora y directora del Ballet Nacional de Cuba

Un concepto superlativo es el título de prima ballerina assoluta creado en la Rusia zarista como designación honorífica de una bailarina de excelentísimo desempeño. El título fue acuñado en 1894 por el maestro y coreógrafo Marius Petipa y, en los dos siglos de historia del teatro imperial, se otorgó solo a dos bailarinas rusas: Pierina Legnani  y Mathilde Kschessinska del Teatro Mariinsky de San Petersburgo.
No existe un conjunto de reglas o una manera precisa de determinar quien merece el título. Se confiere de manera no reglamentada, generalmente por un gran teatro, por el gobierno de una república o por la corte real de un régimen monárquico. La prima ballerina assoluta se supone que es reconocida  como la bailarina absolutamente más grandiosa de su tiempo.  
Después de las dos bailarinas de la Rusia imperial, en la Unión Soviética también se confirió el título en los años 1970, de manera más documentada al menos a Galina Ulanova y a Maya Plisétskaya, del Teatro Bolshói.
En 1973 la bailarina estadounidense Eva Evdokimova también fue designada prima ballerina por el Senado de Berlín y después prima ballerina assoluta mientras actuaba como bailarina invitada del Ballet Kirov de Leningrado (el continuador del Ballet Mariinski en la época soviética).
En el Reino Unido se designó con este título a dos bailarinas: Alicia Markova y Margot Fonteyn. Markova fue presidenta y fundadora del English National Ballet Margot Fonteyn fue discípula de Alicia Markova y en 1979 el Royal Ballet también le confirió oficialmente el honor de ser llamada assoluta.
En Francia se destacó a Yvette Chauviré como prima ballerina assoluta, a quien se consideró como la bailarina francesa más grandiosa de todo el siglo xx. En Italia fueron nombradas con este título Carla Fracci y Alessandra Ferri.
También en países más distantes de los grandes centros de ballet mundiales existieron primeras bailarinas a quienes se les reconoció como assoluta. Tal es el caso de la cubana de padres españoles Alicia Alonso y la sudafricana Phyllis Spira.
Dentro del selectísimo grupo de las ballerinas que alcanzaron el rango de assoluta hay autores que definen a un subconjunto aún más reducido y tal vez más prominente: las reconocidas como prima ballerina assoluta du monde. Se supone que solo cinco bailarinas en la historia del ballet clásico ostentaron este título: Anna Pávlova, Galina Ulanova, Margot Fonteyn, Carla Fracci y Alicia Alonso. Se trata de artistas que globalmente, es decir en cualquier compañía del mundo, se les reconocía como tales. Debido a que antes de los tiempos de Anna Pávlova las posibilidades de desplazamiento y de bailar en distintos escenarios del mundo era bastante más reducida, ninguna de las excelentes bailarinas de la etapa temprana del ballet clásico llegó a tener este título.